# Mistrovství světa v zápasu řecko-římském 1904
Mistrovství světa v zápasu řecko-římském proběhlo v Vídni, Rakousko-Uhersko v roce 1904. 

## Výsledky
| Kategorie  | Zlato            | Stříbro        | Bronz            |
| ---------- | ---------------- | -------------- | ---------------- |
| do 75 kg   | Severin Ahlqvist | Hans Schneider | Andreas Wolf     |
| nad +75 kg | Rudolf Arnold    | Anton Schmitz  | Heinrich Wolfram |